# یاغی دشت
یاغی دشت (انگلیسی: Rebel in the Rye) یک فیلم زندگینامه‌ای به کارگردانی و نویسندگی دنی استرانگ و ساخته سال ۲۰۱۷ است. این فیلم بر اساس رمان جی. دی. سالینجر: یک زندگی نوشته کنت اسلاونسکی ساخته شده‌است که موضوعی دربارهٔ زندگی جی. دی. سالینجر در طول جنگ جهانی دوم و پس از آن دارد. از بازیگران این فیلم می‌توان به نیکلاس هولت اشاره کرد.